# Henry Forster (cầu thủ bóng đá)
Henry Forster (sinh năm 1883) là một cầu thủ bóng đá người Anh thi đấu cho Sunderland ở vị trí hậu vệ. Ông ra mắt cho Sunderland trước Sheffield United ngày 9 tháng 2 năm 1907 trong thất bại 3–2 trên sân Bramall Lane. Tổng cộng, Forster có 103 lần ra sân cho Sunderland nhưng không ghi được bàn thắng nào.